# Biberg (Lengdorf)
Biberg ist ein Gemeindeteil der Gemeinde Lengdorf im Landkreis Erding in Oberbayern.

## Geografie
Der Weiler liegt fünf Kilometer nordöstlich von Lengdorf entfernt. 

## Verkehr
Der Bahnhof Thann-Matzbach liegt drei Kilometer südwestlich.  Die Bundesautobahn 94 verläuft vier Kilometer südlich.